# Hori
Sewadjkare Hori fou un faraó de la dinastia XIII d'Egipte. El seu nom de tron fou Sewadjkare i el seu nom Sa Ra fou Hori. Algunes vegades és esmentat com a Hor II. El papir de Torí diu que va regnar un any o cinc anys. La datació és complicada com que hi ha almenys dos altres reis amb el mateix prenom Swadjkare.